# 阿贾伊加尔
阿贾伊加尔（Ajaigarh），是印度中央邦Panna县的一个城镇。总人口13979（2001年）。

## 人口
该地2001年总人口13979人，其中男性7442人，女性6537人；0—6岁人口2281人，其中男1209人，女1072人；识字率58.54%，其中男性为66.84%，女性为49.09%。